# San Francisco El Alto
San Francisco El Alto («San Francisco» en honor a su santo patrono Francisco de Asís; «El Alto», por su ubicación geográfica en los alto de una colina empinada) es un municipio del departamento de Totonicapán de la región sur-occidente de la República de Guatemala. Celebra su fiesta titular el 4 de octubre de cada año en honor a su santo patrono.
En 1820, hacia el final de la colonia, sus habitantes participaron en una revuelta indígena contra los tributos excesivos dirigida por Atanasio Tzul, la cual se alzó contra las autoridades peninsulares y criollas en Totonicapán y Santa María Chiquimula, pero fue reprimida por milicianos ladinos, principalmente provenientes de San Carlos Sija.
Después de la Independencia de Centroamérica en 1821, San Francisco fue parte del departamento Totonicapán/Huehuetenango, y en 1838 pasó al Estado de Los Altos, el cual fue aprobado por el Congreso de la República Federal de Centro América en ese mismo año. En el nuevo estado hubo constantes revueltas campesinas y tensión con Guatemala, hasta que las hostilidades estallaron en 1840, y el general conservador mestizo Rafael Carrera recuperó la región para Guatemala.
El departamento de Totonicapán/Huehuetenango permaneció como tal hasta el 12 de agosto de 1872, cuando la Revolución Liberal de 1871 ya había triunfado seis años después de la muerte del general Carrera; en ese fecha el gobierno de facto del presidente provisorio Miguel García Granados creó el nuevo departamento de Quiché tomando gran parte de los extensos territorios de Totonicapán/Huehuetenango y Sololá/Suchitepéquez. Desde ese momento, San Francisco El Alto pasó a ser parte del nuevo departamento de Totonicapán.

## Toponimia
Antes de la conquista española, el lugar era llamado «Chuisiguán» que es un término de la lengua k'ich'e  y quiere decir «lugar en el precipicio», debido a su ubicación en la cima de una colina empinada.  Por esa misma razón el poblado fue llamado «El Alto» por los conquistadores españoles, quienes lo nombraron también San Francisco en honor a San Francisco de Asís.

## División política
| Aldea   | - Chivarreto - Chirrenox - Pabatoc - Paxixil - Rancho de Teja - Pachaj - Sacmixit - San Antonio Sija - Saquicol Chiquito - Tacajalbé | - Chivarreto - Chirrenox - Pabatoc - Paxixil - Rancho de Teja - Pachaj - Sacmixit - San Antonio Sija - Saquicol Chiquito - Tacajalbé | - Chivarreto - Chirrenox - Pabatoc - Paxixil - Rancho de Teja - Pachaj - Sacmixit - San Antonio Sija - Saquicol Chiquito - Tacajalbé |
| Barrios | Chusiguan y Xolve | | |

## Geografía física
El municipio tiene una extensión territorial de 132 km². 

### Ubicación geográfica
San Francisco El Alto se encuentra en el departamento de Totonicapán, a 17 km de la cabecera departamental. Sus colindancias son:
- Norte: Momostenango, municipio del departamento de Totonicapán
- Sur: San Cristóbal Totonicapán, municipio del departamento de Totonicapán[10]
- Este: Momostenango y Totonicapán, municipios del departamento de Totonicapán
- Noroeste: San Carlos Sija, municipio del departamento de Quetzaltenango
- Suroeste: San Francisco La Unión, municipio del departamento de Quetzaltenango[10]

| Noroeste: San Carlos Sija        | Norte: Momostenango            |                                  |
|                                  |                                | Este: Momostenango y Totonicapán |
| Suroeste: San Francisco La Unión | Sur: San Cristóbal Totonicapán |                                  |

## Gobierno municipal
Los municipios se encuentran regulados en diversas leyes de la República, que establecen su forma de organización, lo relativo a la conformación de sus órganos administrativos y los tributos destinados para los mismos.  Aunque se trata de entidades autónomas, se encuentran sujetos a la legislación nacional y las principales leyes que los rigen desde 1985 son:
| N.º | Ley                                                | Descripción |
| --- | -------------------------------------------------- | --- |
| 1   | Constitución Política de la República de Guatemala | Tiene una regulación legal específica para los municipios en los artículos 253 al 262. |
| 2   | Ley Electoral y de Partidos Políticos              | Ley de carácter constitucional aplicable a los municipios en el tema de la conformación de sus autoridades electas. |
| 3   | Código Municipal                                   | Decreto 12-2002 del Congreso de la República de Guatemala. Tiene la categoría de ley ordinaria y contiene preceptos generales aplicables a todos los municipios, e inclusive contiene legislación referente a la creación de los municipios.             |
| 4   | Ley de Servicio Municipal                          | Decreto 1-87 del Congreso de la República de Guatemala. Regula las relaciones entra la municipalidad y los servidores públicos en materia laboral. Tiene su base constitucional en el artículo 262 de la constitución que ordena la emisión de la misma. |
| 5   | Ley General de Descentralización                   | Decreto 14-2002 del Congreso de la República de Guatemala. Regula el deber constitucional del Estado, y por ende del municipio, de promover y aplicar la descentralización y desconcentración económica y administrativa.                                |

El gobierno de los municipios está a cargo de un Concejo Municipal mientras que el código municipal —ley ordinaria que contiene disposiciones que se aplican a todos los municipios— establece que «el concejo municipal es el órgano colegiado superior de deliberación y de decisión de los asuntos municipales […] y tiene su sede en la circunscripción de la cabecera municipal»; el artículo 33 del mencionado código establece que «[le] corresponde con exclusividad al concejo municipal el ejercicio del gobierno del municipio».
El concejo municipal se integra con el alcalde, los síndicos y concejales, electos directamente por sufragio universal y secreto para un período de cuatro años, pudiendo ser reelectos.
Existen también las Alcaldías Auxiliares, los Comités Comunitarios de Desarrollo (COCODE), el Comité Municipal del Desarrollo (COMUDE), las asociaciones culturales y las comisiones de trabajo. Los alcaldes auxiliares son elegidos por las comunidades de acuerdo a sus principios y tradiciones, y se reúnen con el alcalde municipal el primer domingo de cada mes, mientras que los Comités Comunitarios de Desarrollo y el Comité Municipal de Desarrollo organizan y facilitan la participación de las comunidades priorizando necesidades y problemas.
Los alcaldes que ha habido en el municipio son:
- 2012-2016: Diego Israel González[12]

## Historia

### Época colonial
El cronista Francisco Antonio de Fuentes y Guzmán menciona la ciudad en su obra Recordación Florida en 1690 indicando que la misma tenía un total de 2,880 habitantes indígenas y 720 «tributarios».

### Revuelta indígena de 1820

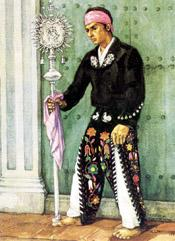
Líder indígena Atanasio Tzul.

Los residentes de San Francisco El Alto se unieron a la revuelta contra los tributos excesivos, que comenzó el 20 de febrero de 1820 en Santa María Chiquimula; ante el interés de su pueblo indígena por acabar con los impuestos eclesiásticos y el tributo, Atanasio Tzul y Lucas Aguilar lucharon en contra del poder de la Capitanía General de Guatemala representado por el capitán general, el Arzobispo de Guatemala, Ramón Casaus y Torres, las órdenes regulares, la élite ladina local y los caciques de Totonicapán. Los tributos reales habían sido suprimidos en 1811 por las cortes de Cádiz, pero fueron impuestos de nuevo por el rey Fernando VII.
Durante la cuaresma de 1820, cuando se supo que Fernando VII había sido obligado a poner nuevamente en vigencia la Constitución absolutista, Aguilar y Tzul realizaron gestiones ante el alcalde mayor para verificar el hecho. El 12 de julio por la noche, los principales y los líderes de la revuelta reconocieron como reyes a Tzul y a su esposa, simbólicamente les impusieron las coronas de San José y Santa Cecilia. Así, se dio paso al rechazo del tributo, la remoción del Alcalde Mayor, José Manuel Lara de Arrese y la imposición de un gobierno propio.
Tzul fue azotado durante nueve días y encarcelado más tarde en Quetzaltenango, después de que el movimiento sufriera una represión a manos de alrededor de mil milicianos criollos, provenientes de Écija y otros lugares. El 25 de enero de 1821, él y otros dirigentes solicitaron la gracia del indulto, el cual les fue concedido el 1.° de marzo de 1821, después de una manifestación de individuos totonicapenses.

### Tras la Independencia de Centroamérica
Conformación de los Distritos del Estado De Guatemala tras la iindependencia del Reino de Guatemala de España.
| - Mapa de Guatemala en 1839, elaborado por el arquitecto británico Frederick Catherwood, quien visitó Guatemala en compañía del explorador estadounidense John Lloyd Stephens en comisión del presidente de los Estados Unidos, Martin Van Buren. - La Asamblea Legislativa del recién creado Estado de Guatemala estableció los distritos para impartir justicia en su territorio en 1825, y Totonicapán fue sede del circuito del mismo nombre en el distrito N.° 9 (Totonicapán); a este circuito pertenecían también Salcajá, San Cristóbal, Shejul, Vobos, Écija y San Francisco. |

### El efímero Estado de Los Altos

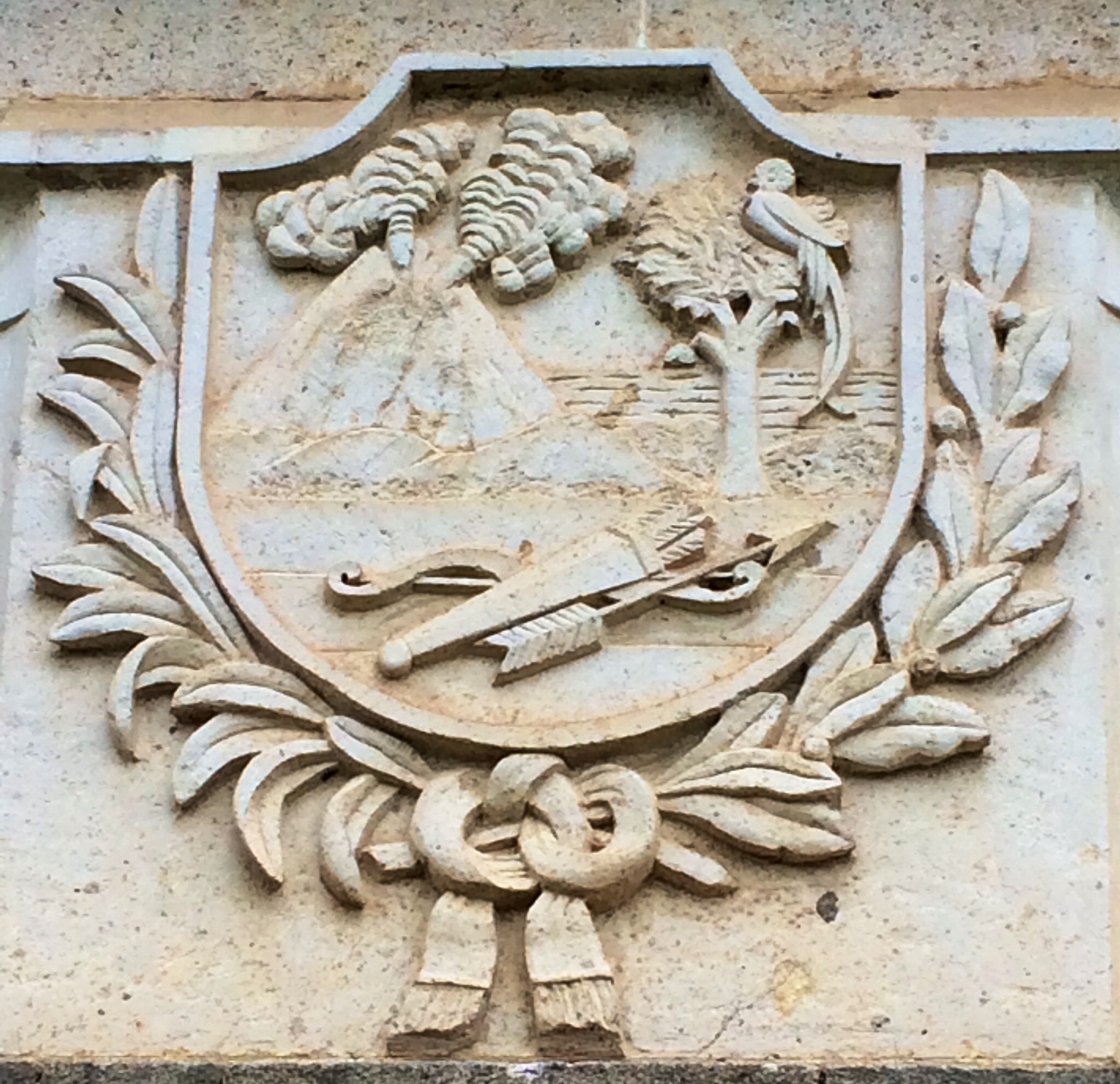
Escudo del Estado de los Altos

A partir del 3 de abril de 1838, San Francisco El Alto fue parte de la región que formó el efímero Estado de Los Altos y que forzó a que el Estado de Guatemala se reorganizara en siete departamentos y dos distritos independientes el 12 de septiembre de 1839: 
- Departamentos: Chimaltenango, Chiquimula, Escuintla, Guatemala, Mita, Sacatepéquez, y Verapaz
- Distritos: Izabal y Petén[18]

Las revueltas indígenas en el Estado de Los Altos fueron constantes y alcanzaron su punto crítico el 1.º de octubre de 1839, en Santa Catarina Ixtahuacán, cuando tropas altenses reprimieron una sublevación y mataron a cuarenta vecinos. Encolerizados, los indígenas acudieron al caudillo conservador Rafael Carrera, en busca de protección. Por otra parte, en octubre de 1839 la tensión comercial entre Guatemala y Los Altos dio paso a movimientos militares; hubo rumores de que el general Agustín Guzmán, militar mexicano que estaba al mando de las Fuerzas Armadas de Los Altos, estaba organizando un ejército en Sololá con la intención de invadir Guatemala, lo que puso a ésta en máxima alerta.
Tras algunas escaramuzas, los ejércitos se enfrentaron en Sololá el 25 de enero de 1840; Carrera venció a las fuerzas del general Agustín Guzmán e incluso apresó a éste mientras que el general Doroteo Monterrosa venció a las fuerzas altenses del coronel Antonio Corzo el 28 de enero.  El gobierno quetzalteco colapsó entonces, pues aparte de las derrotas militares, los poblados indígenas abrazaron la causa conservadora de inmediato; al entrar a Quetzaltenango al frente de dos mil hombres, Carrera fue recibido por una gran multitud que lo saludaba como su «libertador».
Carrera impuso un régimen duro y hostil para los liberales altenses, pero bondadoso para los indígenas de la región —derogando el impuesto personal— y para los eclesiásticos restituyendo los privilegios de la religión católica. El 26 de febrero de 1840 el gobierno de Guatemala colocó a Los Altos bajo su autoridad y el 13 de agosto nombró al corregidor de la región, el cual servía también como comandante general del ejército y superintendente.

### Tras la Reforma Liberal de 1871
Luego de la Reforma Liberal de 1871, el gobierno de facto del presidente provisiorio Miguel García Granados dispuso crear el departamento de Quiché para mejorar la administración territorial de la República dada la enorme extensión del territorio de los departamentos de Totonicapán/Huehuetenango y de Sololá/Suchitepéquez. De esta cuenta, el 12 de agosto de 1872 el departamento de Sololá/Suchitepéuez perdió sus distritos de Suchitepéquez, de la Sierra y de Quiché y San Francisco El Alto pasó a formar parte del nuevo departamento de Totonicapán, junto con Totonicapán, San Cristóbal, San Andrés Xecul, Écija, San Antonio Sija, San Bartolo Agua Caliente, Calel, Momostenango, Santa María Chiquimula, San Antonio Ilotenango, Nagualá y Santo Tomás Perdido, en la costa de Suchitepéquez.

### Guerra Civil de Guatemala

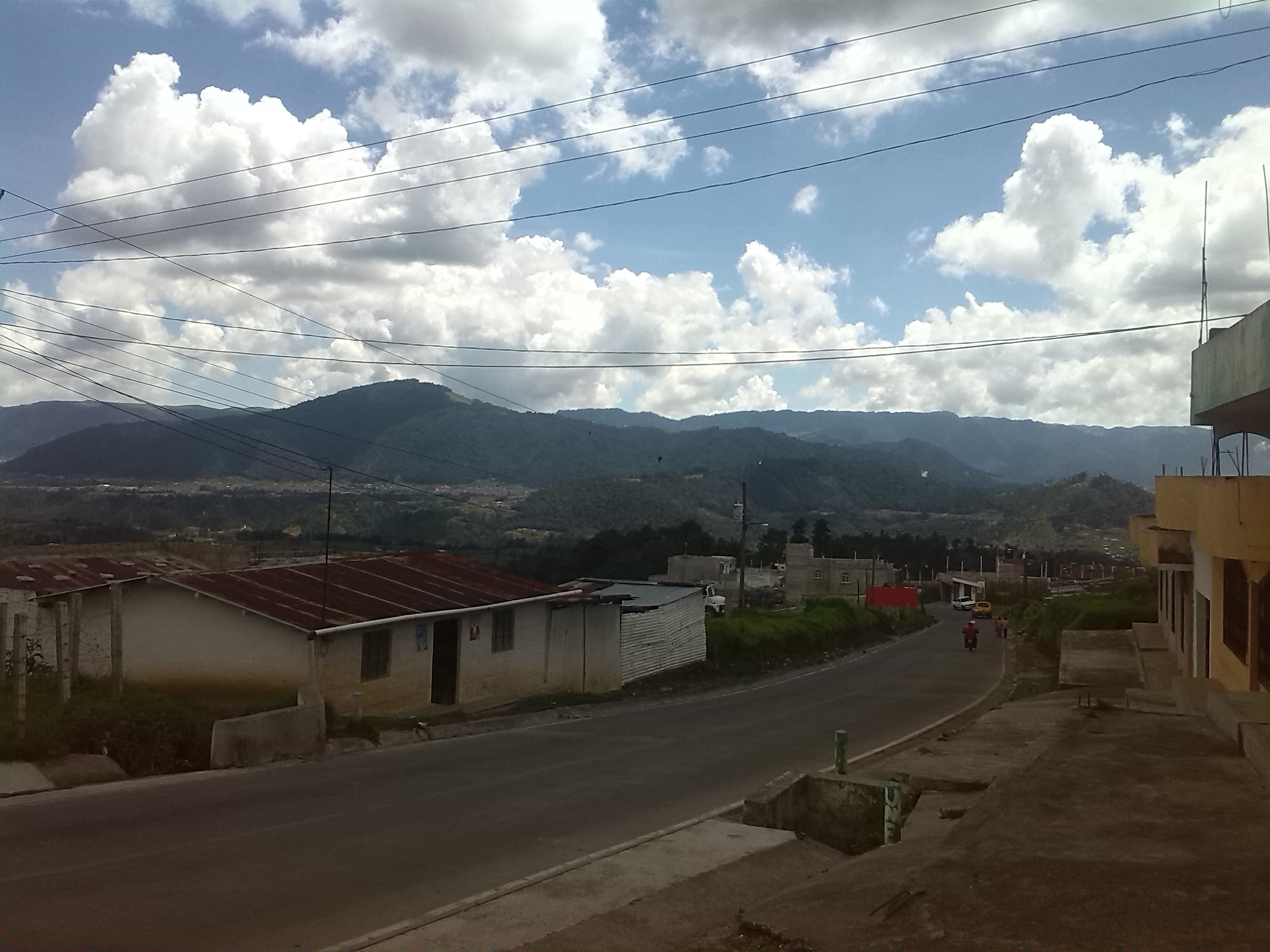
Nueva entrada de San Francisco El Alto en 2013.

Una de las consecuencias de la Guerra Civil que asoló a Guatemala entre 1960 y 1996 fue la masiva emigración de indígenas a los Estados Unidos y una afluencia masiva de remesas a sus familias, con el resultado de que durante varios años, más del 50% de la economía de los Estados Unidos lo tomaran los indígenas.[cita requerida]  Puesto que la población ladina eran menos propensos a emigrar y recibir el estatuto de refugiado, el equilibrio de poder económico y político ha cambiado drásticamente en comparación a como era tras la Independencia de Centroamérica en 1821, resultando en mayores oportunidades para la población indígena. Esto se puede ver desde el día bullicioso mercado textil que, literalmente, ahogan toda el área urbana de San Francisco El Alto, por lo que es un destino turístico favorito.

## Economía
La economía local se nutre de los cientos de pequeños fabricantes de ropa de propiedad familiar y operado, con el resultado de que las exportaciones de prendas de vestir supera el tradicional 'Gran tres' de café, el azúcar y el banano.

## Transporte
En el municipio existen unos vehículos y camionetas de pasajeros denominados «micros» que prestan servicios a cualquier punto de la zona.[cita requerida]